# Свети Макарий (Киев)
„Свети Макарий“ (на украински: Макаріївська церква) е православна църква в град Киев, Украйна. Храмът е изграден през 1897 г.
Църквата е посветна на митрополит Макарий Киевски, който е убит от татарите. През 1897 година, по повод отбелязването на 400-годишнината от тази трагедия, отваря врати денешната църква. До 1917 година, в църквата се намирало духовно училище, дом за деца и библиотека.
Училището е затворено напълно в 1922 година, но църквата продължава да функционира до 1938 година. В 1939 година е превърната в работилница. След войната, тази църква останала една от малкото в околността, която не е разрушена.